# 無形颮
無形颮是一個瞬間、暴力的海上風暴現象，是由雷暴引致的一種最猛烈的下沉氣流。它並非如同一般颮（雷暴）會伴隨著黑雲等一般特徵；這個名字指的是白皚皚的海浪和碎浪，警告任何不幸的水手將陷入其中。無形颮比較罕見於海上，但常見於北美洲的大湖區。其特徵是一團強烈而局部的冷空氣下沉， 引致地面上出現突如其來在水平方向往外擴散的風，範圍通常達數千米。飛越微下擊暴流的飛機可能首先會因逆風增強而浮力增加，隨即遇到上空的下沉氣流，繼而因順風增強而沉降。飛行員必須及時採取修正行動，以確保飛機安全，不致受到微下擊暴流的影響。